# Helena Yousefi
Helena Yousefi (* 2006 in Berlin) ist eine deutsche Schauspielerin.

## Leben
Helena Yousefi ist Halbiranerin und in Berlin aufgewachsen. Einen Teil ihrer Kindheit verbrachte sie in Südafrika, wodurch sie fließend Englisch spricht. Sie hat zehn Jahre lang Fußball gespielt und acht Jahre lang getanzt, sowohl Ballett als auch Hip-Hop. Helena Yousefi spielt in der Fernsehserie Doppelhaushälfte in einer Hauptrolle Zoe Sawadi, pubertierende Tochter eines Berliner Paares, das ins Umland zieht. Für diese Rolle wurde sie im September 2022 für den Quotenmeter-Fernsehpreis  (Kategorie: Beste Nebendarstellerin einer Serie oder Reihe) nominiert, mit dem sie später auch prämiert wurde. Yousefi wohnt in Berlin.

## Filmografie
- seit 2022: Doppelhaushälfte (Fernsehserie)
- 2023: Tierärztin Dr. Mertens (Fernsehserie, Folge Ankommen)
- 2025: Löwenzahn (Fernsehserie)